# Ivan Stefan di Bulgaria
Ivan Stefan di Bulgaria (in bulgaro Иван Стефан?; 1300 – Napoli, 1373) è stato un sovrano bulgaro che fu zar di Bulgaria dal 1330 al 1331, per otto mesi.

## Biografia
Era il figlio maggiore di Michele III Šišman e Anna Neda di Serbia, una figlia di re Stefano Uroš II Milutin di Serbia. Discendeva dalla dinastia Terter, Asen e Shishman, tutte di parziale origine cumana. Dopo la salita al trono di suo padre, nel 1323, divenne co-imperatore. Quando Michele III Šišman divorziò da Anna Neda per sposare Teodora Paleologa, figlia dell'imperatore bizantino Michele IX Paleologo, nel 1324, venne esiliato in un monastero, assieme alla madre e a un fratello. Nell'estate del 1330 divenne imperatore di Bulgaria con l'aiuto di suo zio Stefano Uroš III Dečanski. Dopo esser stato deposto da un colpo di stato della nobiltà di Tărnovo, fuggì, assieme alla madre, nei domini dello zio paterno Belaur a Niš e poi a Ragusa di Dalmazia. Venne poi espulso da Stefano Uroš IV Dušan a seguito di pressioni da parte di Ivan Alessandro di Bulgaria. Sembra sia poi morto a Napoli in data ignota.

### Ascesa al trono
Durante la battaglia di Velbazhd contro i Serbi, l'imperatore Michele III Šišman venne ferito e morì alcuni giorni dopo in prigionia. Il 2 agosto, i boiardi proposero una pace al re serbo Stefano Dečanski. Questi diede loro appuntamento a Mraka e accettò la proposta secondo la quale Ivan Stefan sarebbe diventato imperatore di Bulgaria, abbandonando così l'idea di unire i due paesi sotto lo scettro di suo figlio Stefano Dušan. Tuttavia, mano di un anno dopo, Dečanski venne deposto ed esiliato nella fortezza di Zvečan dove morì.
Dopo gli accordi di Mraka, Anna Neda e suo figlio si recarono nella capitale bulgara Tărnovo. Ivan Stefan entrò in città e venne proclamato imperatore nella seconda metà di agosto 1330. Anche se aveva oltre trent'anni, regnò assieme alla madre; le ragioni di ciò non sono note.

### Risposta bizantina
Dopo che Ivan Stefan salì al trono, la seconda moglie di Michele Šišman, Teodora Paleologa fu obbligata a lasciare la capitale, assieme ai suoi figli, e partì per Costantinopoli, rifugiandosi presso suo fratello, l'imperatore Andronico III Paleologo. Dopo che questi ricevette le notizie dei cambiamenti avvenuti a Tărnovo, riunì il suo consiglio e decise di abbandonare la guerra contro la Serbia e rivolgere l'esercito bizantino contro la debole Bulgaria. L'imperatore bizantino giustificò l'attacco al suo ex alleato, dicendo che doveva difendere i diritti di sua sorella e dei suoi figli sul trono bulgaro.
Quando le sue truppe erano concentrate in Macedonia, Andronico III invase la Tracia bulgara nell'estate del 1330. Le città di Anchialus (Pomorie), Messembria (Nesebăr), Aetos (Aytos), Ktenija, Rusokastro e Diampolis (Jambol) si arresero senza combattere e le ostilità cessarono subito.

### Perdita del trono e anni seguenti
Durante il suo breve regno, Ivan Stefan venne sostenuto solo da suo zio Belaur, mentre il resto della nobiltà lo considerava un protetto di Dečanski e gli rimase ostile. A seguito dello scontento sul nuovo governo e la sconfitta contro i bizantini, nel marzo 1331, il protovestiario Rascin e il logoteta Filippo organizzarono con successo un colpo di stato e il despota di Loveč Ivan Alessandro venne scelto come imperatore di Bulgaria.
Ivan Stefan fuggì, con sua madre e suo fratello, a Niš, nelle terre delle zio Belaur, dove rimasero per un anno e mezzo. Nel 1332, lui e sua madre si spostarono a Ragusa, mentre suo fratello si recò presso l'orda d'oro, dove cercò il sostegno dei mongoli e dell'Impero bizantino, ma i suoi sforzi ottennero risultati positivi. Non ci sono notizie certe sulla sua vita successiva.
Secondo Detlev Schwennicke, Ivan si recò con sua madre nel sud d'Italia dove sposò la figlia illegittima del principe di Taranto Filippo I, ma non ebbe figli. Nel 1342, fu con il futuro imperatore bizantino Giovanni VI Cantacuzeno durante la sua fuga da Costantinopoli. Vent'anni dopo, venne imprigionato a Siena e sembra sia morto a Napoli nel 1373. Schwennicke ha scritto anche che potrebbe essere perito nel 1373 a Slobica.

## Ascendenza
|                                 |                |                      | Genitori                |  |  | Nonni |  |  | Bisnonni |  |  | Trisnonni |  |
|                                 |                |                      |                         |  |  |       |  |  | …        |  |  | …         |  |
|                                 |                |                      |                         |  |  |       |  |  | …        |  |  | …         |  |
|                                 |                | …                    |                         |  |  |       |  |  | …        |  |  |           |  |
| Šišman di Vidin                 |                |                      |                         |  |  |       |  |  | …        |  |  |           |  |
|                                 |                | …                    | …                       |  |  |       |  |  |          |  |  |           |  |
|                                 |                | …                    | …                       |  |  |       |  |  |          |  |  |           |  |
|                                 |                | …                    | …                       |  |  |       |  |  |          |  |  |           |  |
| Michele Asen III di Bulgaria    |                | …                    |                         |  |  |       |  |  |          |  |  |           |  |
|                                 |                | Pietro               | …                       |  |  |       |  |  |          |  |  |           |  |
|                                 |                | Pietro               | …                       |  |  |       |  |  |          |  |  |           |  |
|                                 |                | Pietro               | …                       |  |  |       |  |  |          |  |  |           |  |
| una figlia di Anna Teodora Asen |                | Pietro               |                         |  |  |       |  |  |          |  |  |           |  |
|                                 |                | Anna Teodora Asen    | Ivan Asen II            |  |  |       |  |  |          |  |  |           |  |
|                                 |                | Anna Teodora Asen    | Ivan Asen II            |  |  |       |  |  |          |  |  |           |  |
|                                 |                | Anna Teodora Asen    | Irene Comneno Ducas     |  |  |       |  |  |          |  |  |           |  |
| Ivan Stefan di Bulgaria         |                | Anna Teodora Asen    |                         |  |  |       |  |  |          |  |  |           |  |
|                                 | Stefano Uroš I | Stefano Prvovenčani  |                         |  |  |       |  |  |          |  |  |           |  |
|                                 | Stefano Uroš I | Stefano Prvovenčani  |                         |  |  |       |  |  |          |  |  |           |  |
|                                 | Stefano Uroš I | Anna Dandola         |                         |  |  |       |  |  |          |  |  |           |  |
| Stefano Uroš II Milutin         | Stefano Uroš I |                      |                         |  |  |       |  |  |          |  |  |           |  |
|                                 |                | Elena d'Angiò        | …                       |  |  |       |  |  |          |  |  |           |  |
|                                 |                | Elena d'Angiò        | …                       |  |  |       |  |  |          |  |  |           |  |
|                                 |                | Elena d'Angiò        | …                       |  |  |       |  |  |          |  |  |           |  |
| Ana-Neda                        |                | Elena d'Angiò        |                         |  |  |       |  |  |          |  |  |           |  |
|                                 |                | Stefano V d'Ungheria | Béla IV d'Ungheria      |  |  |       |  |  |          |  |  |           |  |
|                                 |                | Stefano V d'Ungheria | Béla IV d'Ungheria      |  |  |       |  |  |          |  |  |           |  |
|                                 |                | Stefano V d'Ungheria | Maria Lascaris di Nicea |  |  |       |  |  |          |  |  |           |  |
| Elisabetta d'Ungheria           |                | Stefano V d'Ungheria |                         |  |  |       |  |  |          |  |  |           |  |
|                                 |                | Elisabetta la Cumana | Köten                   |  |  |       |  |  |          |  |  |           |  |
|                                 |                | Elisabetta la Cumana | Köten                   |  |  |       |  |  |          |  |  |           |  |
|                                 |                | Elisabetta la Cumana | …                       |  |  |       |  |  |          |  |  |           |  |
|                                 |                | Elisabetta la Cumana |                         |  |  |       |  |  |          |  |  |           |  |

### Fonti primarie
- Niceforo Gregora, Byzantina historia.

### Fonti secondarie
- (BG) Ĭordan Andreev e Milčo Lalkov, The Bulgarian Khans and Tsars, Abagar, 1996, ISBN 954-427-216-X.
- (BG) Iordan Kirov Andreev e Milčo D. Lalkov, Българските ханове и царе: От хан Кубрат до цар Борис III, Veliko Tărnovo, Abagar, 1996, ISBN 954-427-216-X.
- (BG) Al. Burmov, History of Bulgaria during the Shishmans.
- (EN) John, V. A. Fine, The Late Medieval Balkans, A Critical Survey from the Late Twelfth Century to the Ottoman Conquest, Ann Arbor, 1987.
- (BG) I. Ivanov, The Bulgarian Antiquities in Macedonia, Sofia, 1970.
- (DE) Detlev Schwennicke, Europäische Stammtafeln, vol. 2, 1984.